# Teorie juridică feministă
Teoria juridică feministă, cunoscută și sub numele de jurisprudență feministă, se bazează pe convingerea că legea a jucat un rol fundamental în modelul istoric de subordonare al femeii. Proiectul teoriei juridice feministe are două laturi. În primul rând, jurisprudența feministă încearcă să explice modul în care legea a contribuit  la statutul inferior inițial al femeii. În al doilea rând, teoria feministă în domeniul juridic vizează schimbarea statutului femeii prin reconsiderarea legilor și a felului în care acestea se raportează la gen.Așadar, s-a format o critică la adresa legii americane pentru a schimba felul în care femeile erau tratate și modul în care judecătorii aplicau legea pentru a plasa femeile în aceeași poziție pe care s-au situat ani la rând. Femeile care lucrau în acest domeniu considerau că legea plasa femeile din societate într-o poziție inferioară față de cea pe care se situau bărbații din pricina stereotipurilor de gen, iar judecătorii se bazau pe aceste stereotipuri atunci când pronunțau hotărâri. Această mișcare a fost fondată între anii 1960 și 1970. Era fundamental ca femeilor să li se permită libertatea de gândire și de acțiune prin independența lor financiară și prin posibilitatea de a-și găsi locuri de muncă concrete, care până atunci nu le erau accesibile din cauza discriminării la angajare.

## Istoric

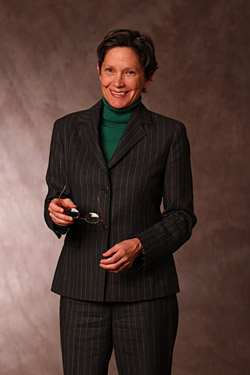

Termenul jurisprudență feministă a fost inventat la sfârșitul anilor 1970 de către Ann C. Scales în timp ce planifica așa zisa ,,Celebration 25”,  o petrecere și o conferință care au avut loc în 1978, pentru a sărbători cea de-a douăzeci și cincea aniversare a primei femei care a absolvit Facultatea de Drept la Harvard. Termenul a fost publicat pentru prima dată în 1978, în primul număr al revistei „Harvard Women's Law Journal”. Această critică feministă la adresa legii americane s-a dezvoltat ca o reacție la influența sporită a perspectivelor de gen și al patriarhatului asupra sistemului juridic.
În 1984 Martha Fineman a fondat Proiectul „Feminismul și Proiectul Teoriei Juridice” la Universitatea din Wisconsin în cadrul Facultății de Drept pentru a examina relațiile dintre teoria feministă, aplicare și lege, un proiect care a avut ulterior un rol determinant în dezvoltarea teoriei juridice feministe.
Baza teoriei juridice feministe a fost constituită de femeile care au sfidat legile în vigoare care le țineau în locul lor cuvenit de acasă. O forță motrice a acestei noi mișcări a fost necesitatea femeii de a câștiga în sfârșit independență financiară.
Femeile care lucrau în domeniul juridic au început să se concentreze asupra acestei idei mai mult și să lucreze la câștigarea libertății de reproducere, la oprirea discriminării de gen în cadrul legii și la locul de muncă, dar și la încetarea abuzului sexual permis.

## Principalele abordări
Printre abordările din domeniul jurisprudenței feministe se numără: 
- modelul liberal (bazat pe egalitate);
- modelul sexist;
- modelul dominației;
- feminismul postmodernist sau anti-esențialist.

Fiecare model oferă o perspectivă diferită privind mecanismele juridice care contribuie la subordonarea femeii și oferă o metodă diferită pentru a schimba abordările juridice în funcție de gen.
Modelul liberal funcționează din interiorul  paradigmei juridice liberale și cuprinde în general valorile liberale și abordarea legii bazate pe drepturi, deși se confruntă cu modul în care acesta a acționat în practică. Acest model se concentrează să asigure că femeile dispun de o egalitate autentică, inclusiv rasială, de orientare sexuală și de gen — spre deosebire de egalitatea în fața legii, care le este oferită de multe ori într-un cadru liberal tradițional — și urmărește să realizeze acest lucru fie printr-o aplicare pe deplin a valorilor liberale pe parcursul vieții acestora, fie prin revizuirea categoriilor liberale care iau genul în considerare. De exemplu, momentul în care femeilor de culoare le este pusă la dispoziție doar o cale juridică de atac atunci când pledoaria este împotriva rasei sau sexului.

## Modelul sexist
Teoria subliniază importanța discriminării sexuale și susține că această discriminare nu ar trebui să fie acoperită de lege, ci ar trebui să fie luată în considerare de către aceasta. Doar dacă ar ține seamă de diferențe legea ar putea să ofere măsuri reparatorii adecvate pentru situația femeilor, metodele fiind diferite de cele aplicate în cazul bărbaților. Teoria genului este în opoziție directă cu caracterul identic al judecății ce susține că similaritatea dintre femei și bărbați ar trebui evidențiată. În ceea ce privește egalitatea feministă, folosirea diferențelor dintre femei și bărbați în încercarea de a acumula mai multe drepturi este ineficientă și pune accentul pe caracteristicile femeilor care au împiedicat obținerea egalității cu bărbații.
De asemenea, egalitatea feministă a contestat faptul că exista deja un tratament special pentru așa-zisele ,,diferențe” în sistemul juridic, iar asta oprima femeile. Ideea unor diferențe între sexe a dus la gândirea clasică de care teoria juridică feministă încerca să se descotorosească. Această gândire le forța pe femei să demonstreze că sunt la fel ca bărbații comparându-și propriile trăiri cu ale acestora, totul în încercarea de a obține protecție juridică. Însă, toate acestea nu au dus decât la situația în care femeile trebuiau să se conformeze unor legi instituite de bărbați fără să se întrebe de ce acestea erau luate drept normă pentru egalitate.

## Modelul dominanței
Modelul respinge feminismul liberal și vede sistemul juridic ca un mecanism de perpetuare a dominației masculine. El se alătură astfel unor ramuri critice ale teoriei juridice, care iau în considerare potențialul legii de a acționa ca un instrument de dominație. Această teorie este caracterizată prin dominația femeii de către bărbat, dar vorbește și despre alte grupuri discriminate, spre exemplu populația de transsexuali cărora nu le este adesea oferită asistență juridică. De asemenea, orice femeie de culoare albă primește o reprezentare juridică mai bună spre deosebire de grupurile minoritare.
În contextul temei despre dominație propus de Catharine MacKinnon, sexualitatea este esențială dominației. MacKinnon susține că sexualitatea femeilor este construită la nivel social de către dominația masculină, iar dominația sexuală asupra femeilor de către bărbați constituie în general o sursă principală a subordonării la nivel social a femeilor.

## Modelul anti-esențialist
Feminiștii din tabăra care susțin feminismul postmodernist au analizat în detaliu noțiunile de obiectivitate și neutralitate, susținând că fiecare perspectivă are un loc prestabilit din punct de vedere social. Critici anti-esențialiști și intersecționaliști ai feministelor au contestat ideea că poate exista vreo voce universală femeilor și au criticat feminiștii, așa cum s-a întâmplat în feminismul negru, pentru a-și baza activitatea implicit pe experiențele femeilor albe heterosexuale de clasă mijlocie. Proiectul anti-esențialist și intersecționalist a reprezentat explorarea modurilor în care rasa, clasa socială, orientarea sexuală și alte axe ale subordonării interacționează cu genul, și a dezvăluit presupunerile dăunătoare implicite care au fost adesea folosite în teoria feministă. Acest model prezintă desființarea treptată a feminismului alb și al primului val feminist, dar și construirea efectivă a egalității de șanse pentru toți, indiferent de gen, rasă, orientare sexuală, clasă socială, sau de dizabilitate.

## Jurisprudența ,,hedonistă”
Teoria juridică feministă a dat naștere ideii de a recurge la jurisprudența,,hedonistă” pentru a dobândi egalitatea pe care aceasta o caută. Acest tip de jurisprudență s-a dezvoltat în scopul de a arăta faptul că episoadele de abuz și de viol prin care au trecut femeile nu sunt decât rezultatul existenței acelor legi în vigoare care le tratează ca ființe inferioare și le atribuie mai puține drepturi decât li se atribuie bărbaților. Asta a determinat scoaterea la iveală a unor exemple ce nu descriau pur și simplu niște posibile scenarii ci care s-au dovedit a fi situații care există de fapt și în realitate. Gânditorii teoriei juridice feministe au ajuns astfel să se bazeze pe prezentarea acestor povești bazate pe experiențe personale pentru a demonstra cum legea ignoră și tratează cu lipsă de respect femeile și interesele acestora.

## Savanți recunoscuți
- Martha Fineman
- Mary Joe Frug
- Catharine MacKinnon
- Mari Matsuda
- Kimberle Crenshaw
- Dean Spade
- Ann C. Scales